# مک نیل (ویرجینیای غربی)
مک نیل (به انگلیسی: McNeill) یک منطقهٔ مسکونی در ایالات متحده آمریکا است که در شهرستان هاردی، ویرجینیای غربی واقع شده‌است. مک نیل ۲۴۵٫۰۶ متر بالاتر از سطح دریا واقع شده‌است.